# آندریاس داکل
آندریاس داکل (انگلیسی: Andreas Dackell؛ زادهٔ ۲۹ دسامبر ۱۹۷۲) بازیکن هاکی روی یخ اهل سوئد بود.
از باشگاه‌هایی که در آن بازی کرده‌است می‌توان به مونترآل کانادینز اشاره کرد.